# وليم الصوري
وليم الصوري (بالفرنسية: Guillaume de Tyr)‏ (1130 , القدس - 29 سبتمبر 1185، صور) هو رئيس أساقفة صور ومؤرخ صليبي عاش في صور والقدس عين عام 1174 مستشارا للملك بلدوين الرابع ملك مملكة بيت المقدس الصليبية.

## نشأته
ولد في بيت المقدس لأسرة من أصول فرنسية أو إيطالية، سافر إلى أوروبا عام 1146 لطلب العلم في باريس ثم رجع بعدها إلى المملكة عام 1165 وشغل منصب قس في كاتدرائية عكا أصبح بعدها رئيسا لأساقفة صور ثم عين في عام 1174 مستشاراً لملوك بيت المقدس إلى حين وفاته عام 1185.

## مؤلفاته
- الأعمال المنجزة فيما وراء البحار.( كتاب تاريخي باللغة اللاتينية يتناول تاريخ الصليبيين في الشرق وممالكهم).
- أعمال أمراء الشرق. (فقد)
- محضر جلسات مجمع اللاتيران الثالث. (فقد)

## روابط خارجية
- وليم الصوري على موقع الموسوعة البريطانية (الإنجليزية)